# Agneza Austrijska (1154. – 1182.)
Agneza (oko 1151./54. – 13. siječnja 1182.), pripadnica dinastije Babenberg, bila je austrijska plemkinja, kraljica Ugarske i Hrvatske (1168. – 1172.) te vojvotkinja Koruške (1173. – 1181.). Bila je najstarije dijete vojvode Henrika II. Austrijskog i njegove druge supruge, Teodore Komnene, koja je bila kći bizantskog plemića.
Godine 1168., Agneza se udala za ugarskog kralja Stjepana III., kojem je rodila sina Belu (Béla). Bio je to Stjepanov jedini brak, premda je prije bio zaručen za drugu ženu, no zaruke su razvrgnute jer je Agnezin otac htio sklopiti sporazum sa Stjepanom i bizantskim carem Manuelom I. Komnenom. Stjepan je umro 4. ožujka 1172.
Nakon Stjepanovog pogreba, Agneza i njen otac otišli su u Austriju. Agneza se 1173. udala za vojvodu Hermana Koruškog. Njihovi su sinovi bili Ulrik II. Koruški i Bernard od Spanheima. Herman je umro 1181., a Agneza 1182. te je pokopana u Beču, zajedno sa svojim roditeljima.